# 화길옹주
화길옹주(和吉翁主, 1754년 음력 5월 19일 ~ 1772년 음력 12월 18일)는 조선의 왕족으로 영조의 12녀이며 막내딸이다. 어머니는 숙의 문씨이다. 성은 이, 본관은 전주이며, 화령옹주의 친동생이다.

## 생애

### 가계

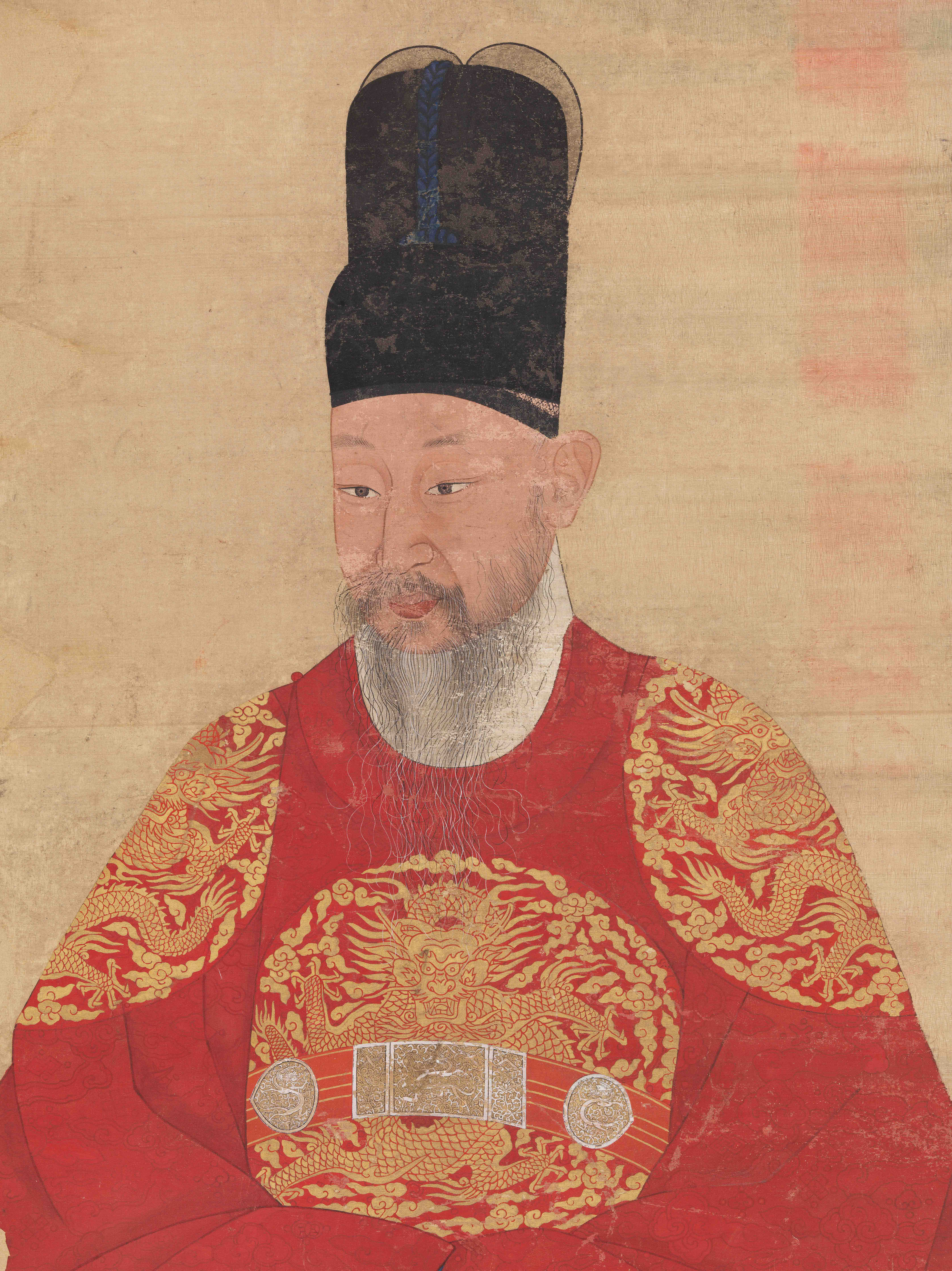
아버지 영조

1754년(영조 28년) 5월 19일, 영조와 숙의 문씨의 둘째 딸로 태어났다. 화령옹주의 친동생이자 진종(효장세자), 장조(사도세자) 등의 이복 동생이며, 정조는 이복 조카이다.
한편 화길옹주의 생모 숙의 문씨는 사도세자를 무고했을 뿐 아니라 여러 불법을 많이 저지르는 바람에 정조가 즉위한 뒤 폐위되고 이내 사사되었다.

### 옹주 시절과 사망
11살 때인 1764년(영조 40년) 음력 12월 11일 대장 구선행(具善行)의 손자이자 구현겸(具顯謙)의 아들인 구민화(具敏和)와 정혼하였다. 이때 구민화는 능성위에 봉해졌다. 이듬해인 1765년(영조 41년) 음력 7월 12일 혼례를 올렸다.
그러나 화길옹주는 1772년(영조 48년) 음력 12월 18일 불과 19세를 일기로 사망했다. 죽은 지 5년이 지난 1777년(정조 1년) 그녀의 장례에 무려 10만냥이 지출되었던 것이 문제가 되기도 하였다. 묘소는 경기도 남양주시 평내동에 있다.

## 기타
- 화길옹주가 시집을 갈 때 영조는 나라에서 목수와 재목을 보내 집을 지어주었는데, 현재 그 집은 경기도 남양주시 평내동에 남아있다. 나라에서 지어주었다 하여 "궁집(宮-)"으로 불리며, 1984년 1월 14일 대한민국의 중요민속문화재 제130호로 지정되었다[7].

## 가족 관계
화길옹주는 남편 구민화와의 사이에서 1남 2녀를 두었다. 아들은 구명희이고, 두 딸은 각각 김이초와 윤영명에게 시집갔다. 한편 1894년(고종 31년) 음력 4월 9일 화길옹주의 사손 구뢰서가 과거에 합격하여 진사가 되었다는 기록이 있다.
왕가(王家 : 전주 이씨)
- 아버지 : 제21대 영조(英祖, 1694~1776, 재위:1724~1776)
- 어머니 : 숙의 문씨(淑儀 文氏, ?~1776)
  - 언니 : 화령옹주(和寧翁主, 1752~1821)

시가 능성 구씨(綾城 具氏)
- 시할아버지 : 구선행(具善行)
  - 시아버지 : 구현겸(具顯謙)
    - 남편 : 능성위(綾城尉) 구민화(具敏和, ?~1800)
      - 장남 : 구명희(具命喜, 생몰년 미상)
      - 장녀 : 능성 구씨 - 김이초(金履初)에게 출가
      - 차녀 : 능성 구씨 - 윤영명(尹永明)에게 출가